# Трезвый водитель (фильм)
«Тре́звый води́тель» — российский комедийно-мелодраматический фильм режиссёра Резо Гигинеишвили. В главных ролях: Виктор Хориняк, Андрей Бурковский и Ирина Мартыненко.
Премьера фильма в России состоялась 21 марта 2019 года.

## Сюжет
Молодой провинциал Артём приезжает к другу в Москву и становится его напарником в работе «трезвого водителя». В первый же вечер он оказывается в дорогой гостинице вместе с Кристиной, которую подвозил из клуба домой. Совершенно не помня события прошлой ночи, Кристина принимает парня за молодого миллионера, а тот, в свою очередь, не спешит рассказывать правду о себе и постепенно втягивается в роль богатого и успешного бизнесмена.

## В ролях
- Виктор Хориняк — Артём, друг Станислава
- Андрей Бурковский — Станислав, московский «трезвый водитель», друг Артёма
- Ирина Мартыненко — Кристина, «охотница» за олигархами в ночных клубах
- Янина Студилина — Катя, подруга Кристины
- Дмитрий Куличков — Николай Вячеславович, любовник Кристины
- Евгений Сангаджиев — Николай, носильщик в гостинице «Ритц-Карлтон»
- Михаил Полицеймако — клиент «трезвого водителя», отец девочки и мальчика, муж Елены
- Наталия Коляканова — няня
- Мария Поезжаева — девушка-активистка

## Критика
Фильм получил невысокие оценки кинокритиков. Обозреватель сайта «Канобу» Георгий Габриадзе писал: «„Трезвый водитель“ не может заинтересовать, как хорошее кино, рассмешить, как плохое, или хотя бы разозлить, как „Горько“. Фильм просто халтурный и откровенно скучный, рекомендовать его к просмотру попросту незачем».